# Oceanapia fragilis
Oceanapia fragilis är en svampdjursart som beskrevs av Topsent 1897. Oceanapia fragilis ingår i släktet Oceanapia och familjen Phloeodictyidae.
Artens utbredningsområde är havet kring Indonesien. Inga underarter finns listade i Catalogue of Life.